# Бучачки
Бучачки́ — село Заболотівської селищної громади Коломийського району Івано-Франківської області. До 2020 року входила до Снятинського району.

## Населення

### Мова
Розподіл населення за рідною мовою за даними перепису 2001 року:
| Мова       | Кількість | Відсоток |
| ---------- | --------- | -------- |
| українська | 701       | 99.57%   |
| російська  | 3         | 0.43%    |
| Усього     | 704       | 100%     |

## Відомі уродженці
- Григорчук Микола (1888—1979) — канадський політик українського походження
- Антонюк Ярослав Васильович (1974—2014) — сержант Збройних сил України, учасник російсько-української війни.
- Джаман Василь Олексійович (1960) — український географ, демограф, доктор географічних наук, професор Чернівецького університету[2]..
- Корбутяк Дмитро Васильович — український фізик, доктор фізико-математичних наук, професор, завідувач відділу Інституту фізики напівпровідників НАН України, лауреат Державної премії України в галузі науки і техніки (1997).